# 螢橋停留場
螢橋停留場（日语：／ Hotarubashi teiryūjō */?），是位於高知縣高知市旭町三丁目，土佐電交通伊野線的電車站。

## 歷史
螢橋停留場在1929年（昭和4年）啟用。此電車站曾經為雙線路段的終點，部分班次會在螢橋折返，在1958年（昭和33年），雙線區間延長至鏡川橋停留場，使折返點改為在鏡川橋。
- 1929年（昭和4年）1月29日 - 土佐電氣（後來為土佐電氣鐵道）電車站啟用[3]。
- 1950年（昭和25年）4月16日 - 伊野線上町五丁目停留場至此電車站之間成為雙線鐵路[3]。
- 1958年（昭和33年）10月1日 - 伊野線此電車站至鏡川橋停留場之間成為雙線鐵路[3]。
- 2014年（平成26年）10月1日 - 土佐電氣鐵道、高知縣交通（日语：高知県交通）和土佐電Dream Service（日语：土佐電ドリームサービス）合併，土佐電交通成立[4]。成為土佐電交通的電車站。

## 電車站構造
電車站是建造在共用道路上，設有2面2線的相對式乘車處（千鳥式）。兩月台之間相隔一個路口，路口東邊為伊野方向月台，西邊為播磨屋橋方向月台。
電車站西南方（在頁面頭端的圖片中，後方行人天橋左手邊）設有留置線。在該處為螢橋車廠，截至2011年（平成23年）12月，4輛電車會停泊在該處。車廠在戰後，取代了上町五丁目停留場的北邊的五丁目車廠，當時部分系統於的折返點延長至此電車站。後來，即使雙線區間延長至鏡川橋停留場，而折返點延長至該電車站，但是電車仍然停泊在車廠內，仍然設有列車夜間停泊。電車站在伊野一方設有渡線，但是在入廠時使用。

## 電車站周邊
- 鏡川（日语：鏡川）
- 高知市北消防署旭出張所
- 高知市立旭小學
- 高知螢橋郵局
- 河野製紙（日语：河野製紙）
- 高知銀行旭分店
- 國道33號（日语：国道33号）
- 「螢橋」巴士站

## 相鄰電車站
土佐電交通
伊野線
旭町三丁目－螢橋－鏡川橋

## 注腳
1. ↑  今尾惠介（監修）. . 11 中国四国. 新潮社. 2009: 60. ISBN 978-4-10-790029-6 （日语）.
2. ↑  《土佐電鉄が走る街 今昔》37頁
3. 1 2 3  《土佐電鉄が走る街 今昔》98・156-158頁
4. ↑  上野宏人. . 毎日新聞 (毎日新聞社). 2014-10-02 （日语）.
5. 1 2 3  川島令三. . 【図説】 日本の鉄道. 第2巻 四国西部エリア. 講談社. 2013: 43・93頁. ISBN 978-4-06-295161-6 （日语）.
6. 1 2 3  《土佐電鉄が走る街 今昔》76-77頁
7. ↑  川島令三.  四国篇. 草思社. 2007: 292. ISBN 978-4-7942-1615-1 （日语）.
8. ↑   (PDF). 高知県: 11. 2011-12-06  [2017-05-18]. （原始内容 (PDF)存档于2016-03-06） （日语）.